# Basaburua
Basaburua (auch: Basaburua Nagusia, spanisch Basaburúa Mayor) ist eine aus zahlreichen Dörfern und Weilern bestehende Gemeinde (Municipio) mit 833 Einwohnern (Stand: 2024) im baskischsprachigen Norden von Navarra in Spanien.

## Gemeindegliederung
Zur Gemeinde gehören die Ortschaften Arrarats, Beruete, Gartzaron, Igoa, Iharben, Itsaso, Jauntsarats, Orokieta-Erbiti und Udabe-Beramendi sowie die Weiler Aizarotz, Beramendi, Erbiti, Ola, Orokieta und Udabe. Der Verwaltungssitz der Gemeinde befindet sich in Jauntsarats.

## Lage
Basaburua liegt etwa 45 Kilometer südsüdöstlich von Donostia-San Sebastián und etwa 32 Kilometer nordnordwestlich von Pamplona in einer durchschnittlichen Höhe von 545 m.

## Kultur und Sehenswürdigkeiten

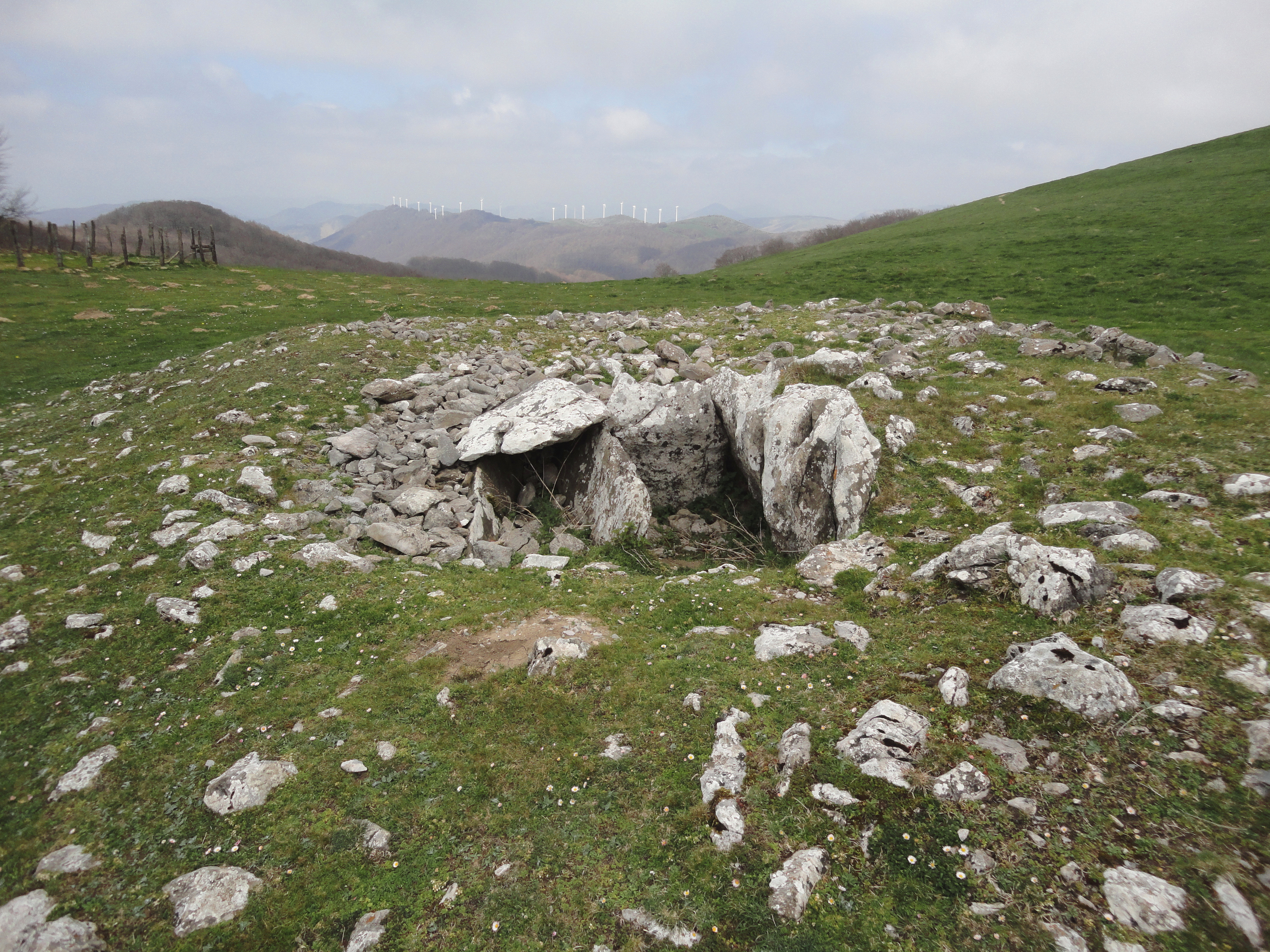
Großsteingräber
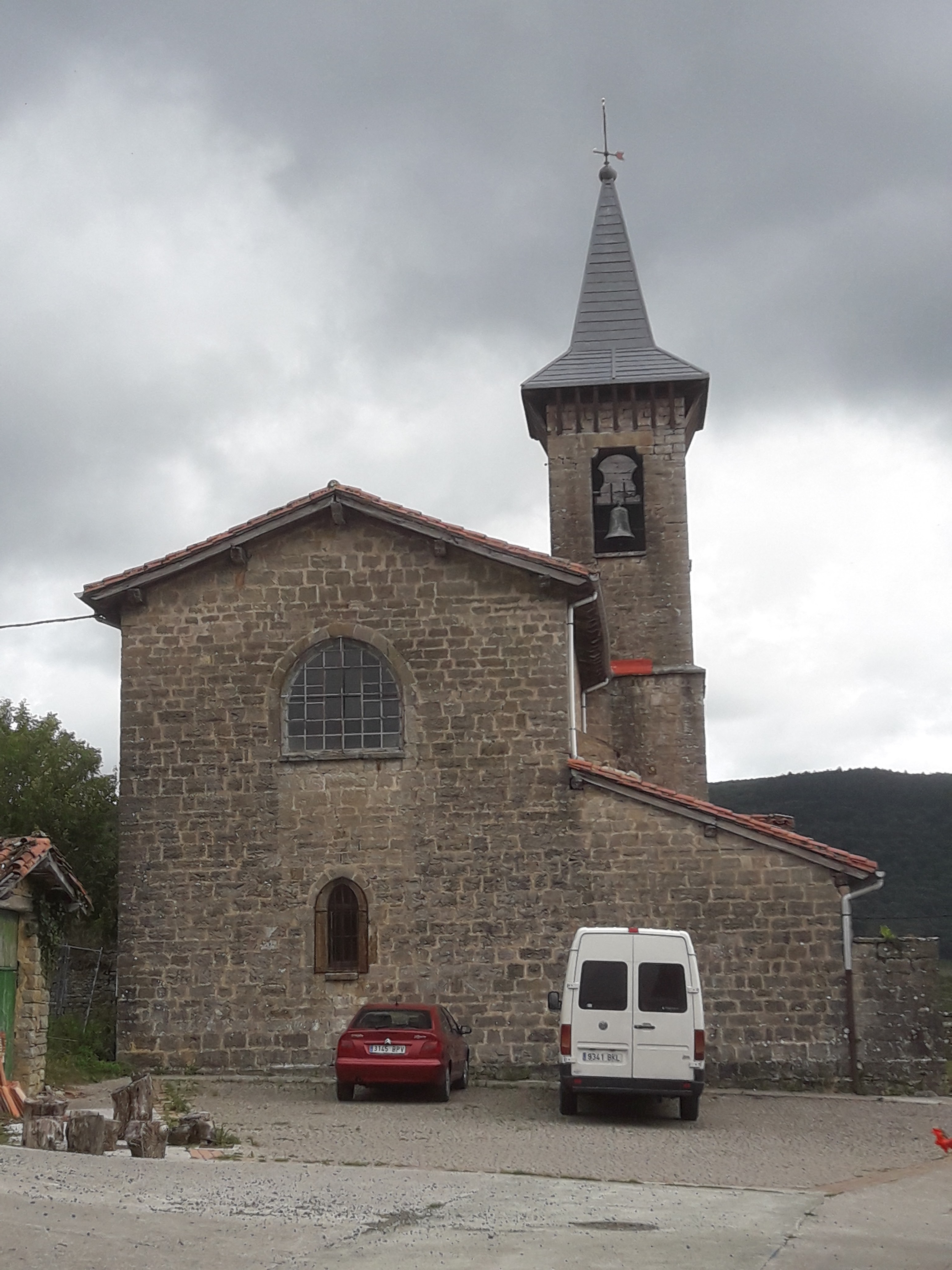
Himmelfahrtskirche in Jauntsarats
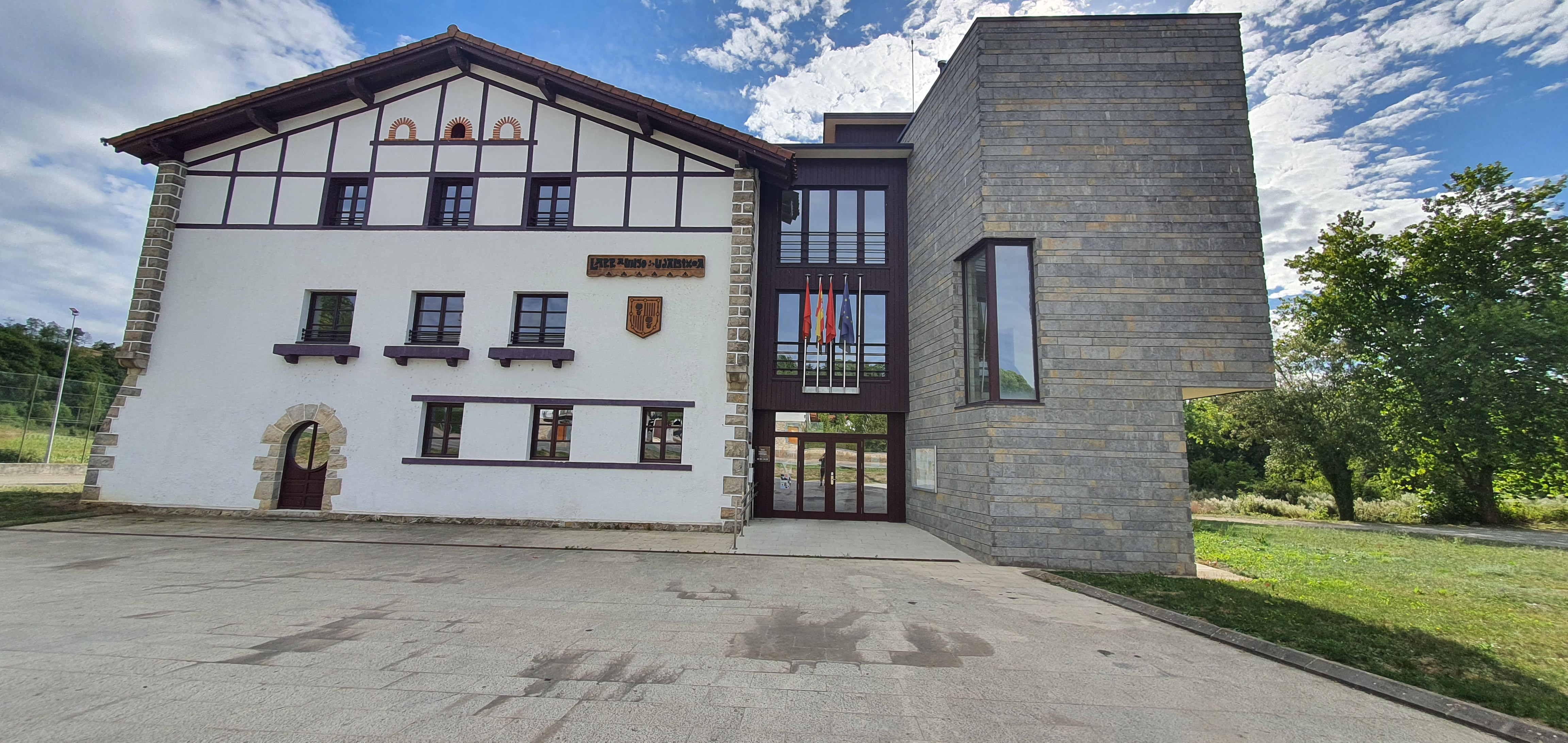
Kirche von Beramendi

- Großsteingräber
- Kirche von Beramendi
- Rathaus